# Nitocrella unispinosa
Nitocrella unispinosa är en kräftdjursart. Nitocrella unispinosa ingår i släktet Nitocrella och familjen Ameiridae. Inga underarter finns listade i Catalogue of Life.